# Superkargör

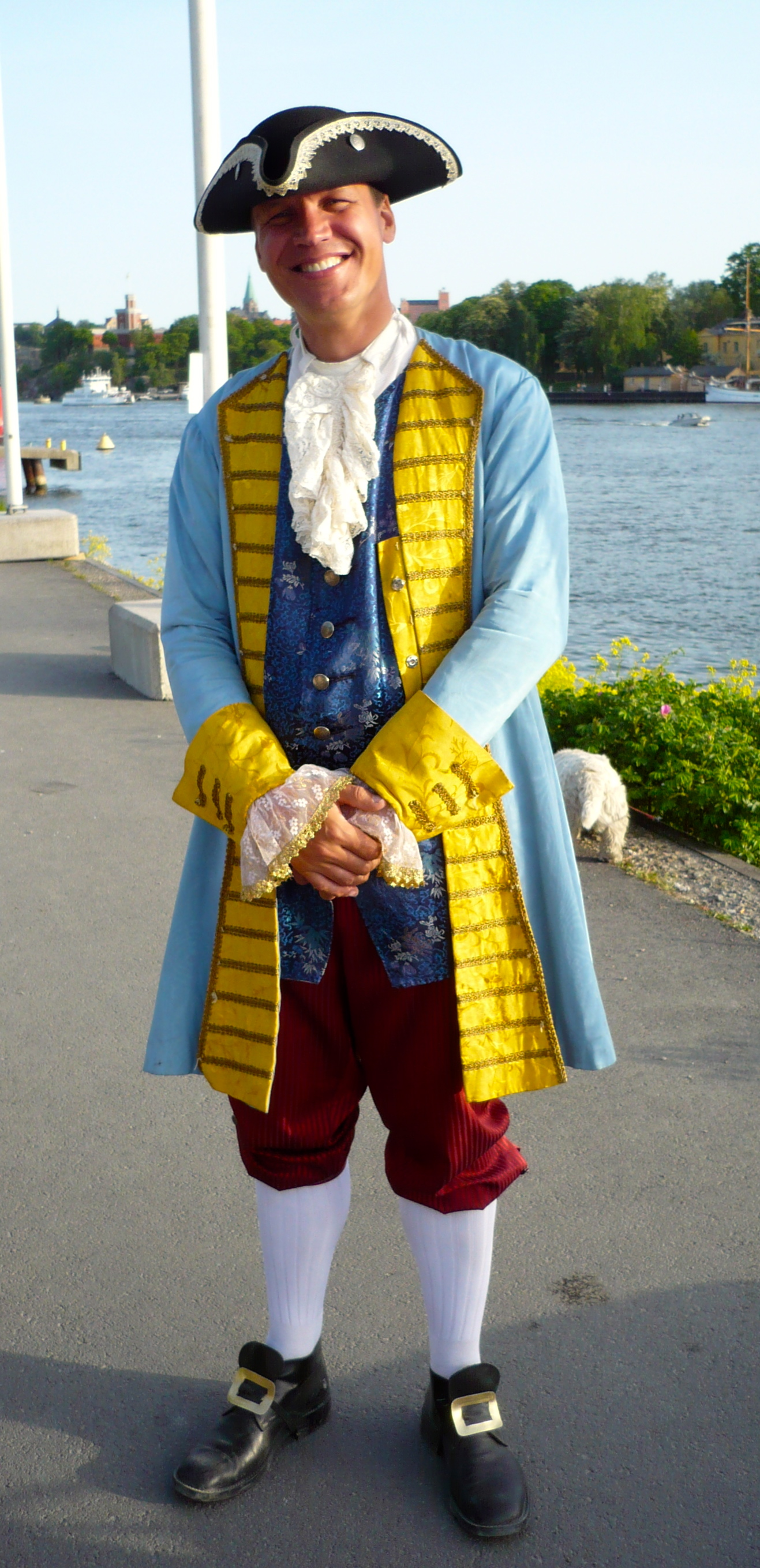
Superkargör vid Svenska Ostindiska Companiet på Ostindiefararen Götheborg vid besök i Stockholms hamn 2008.

Superkargör eller superkarg (från spanska: sobrecargo, av sobre "över" och cargo "last", av cargar "lasta", av senlatinets carricare, "anbringa på en vagn") är en person som följer med ett fraktfartyg som representant för lastägarens intressen.
I äldre tider, då det var omöjligt att kommunicera med fartyg till sjöss och kommunikation med avlägsna hamnar var långsam, hade superkargörerna mer omfattande uppgifter, och befattningen var då mycket betydelsefull. Uppgifterna omfattade då att välja ut och köpa varor till lasten, att genomföra försäljning av last under resan och att ta hand om redovisning av lastens innehåll, till och med besluta att gå till annan hamn än tänkt. Många av dessa arbetsuppgifter togs senare över av mäklare och agenter. Redan under början av 1900-talet var det sällsynt att påträffa fartyg med en superkargör. De superkargörer som förekommer idag har den mer begränsade uppgiften att på ägarens uppdrag eskortera lasten från pålastning till avlastning.
På svenska fartyg förekom superkargörer under Svenska Ostindiska Companiets tid, där de hade hög rang och saluterades med åtta skott.

### Webbkällor
- Superkarg i Nordisk familjebok (andra upplagan, 1918)
- i Den store danske, läst 2013-09-10.
- Den store danske, läst 2013-09-10.
- Defense Transportation Regulation: Supercargo Personnel, US Transportation Command, april 2011.